# Болеславец (гмина, Болеславеций повет)
Болеславец (пол. Bolesławiec) — сельская гмина (волость) в Польше, входит как административная единица в Болеславецкий повет, Нижнесилезское воеводство. Население — 12 190 человек (на 2004 год).

## Административный центр
Функцию административного центра гмины исполняет город Болеславец, который, однако, не входит в состав гмины, но он составляет отдельную городскую гмину.

## Демография
| Перепись                       | Всего   | Всего | Женщины | Женщины | Мужчины | Мужчины |
| ------------------------------ | ------- | ----- | ------- | ------- | ------- | ------- |
| Единицы                        | человек | %     | человек | %       | человек | %       |
| Население                      | 12 190  | 100   | 6121    | 50,2    | 6069    | 49,8    |
| Плотность населения (чел./км²) | 42,2    | 42,2  | 21,2    | 21,2    | 21      | 21      |

## Сельские округа
1. Болеславице
2. Божеёвице
3. Раковице
4. Бжезник (бывш. нем. Birkenbrück)
5. Хосцишовице
6. Домброва-Болеславецка (бывш. нем. Eichberg)
7. Добра (бывш. нем. Dobrau)
8. Гольнице (бывш. нем. Groß Gollnisch)
9. Козлув
10. Крашовице (бывш. нем. Kroischwitz)
11. Красник-Дольны (бывш. нем. Nieder Schönfeld)
12. Красник-Гурны (бывш. нем. Ober Schönfeld)
13. Кремпница (бывш. нем. Kromnitz)
14. Крушин (бывш. нем. Groß Krauschen)
15. Липяны
16. Лазиска (бывш. нем. Looswitz)
17. Лонка (бывш. нем. Wiesau)
18. Межвин
19. Нова
20. Нова-Весь
21. Нове-Ярошовице (бывш. нем. Neu Jäschwitz)
22. Оцице (бывш. нем. Ottendorf)
23. Оток
24. Паркошув
25. Стара-Олешна (бывш. нем. Altöls)
26. Старе-Ярошовице
27. Сушки (бывш. нем. Dürrkunzendorf)
28. Тшебень (бывш. нем. Kittlitztreben)
29. Тшебень-Малы (бывш. нем. Wenigtreben)
30. Желишув (бывш. нем. Giersdorf)

## Соседние гмины
1. Болеславец
2. Гмина Громадка
3. Гмина Львувек-Слёнски
4. Гмина Новогродзец
5. Гмина Осечница
6. Гмина Шпротава
7. Гмина Варта-Болеславецка